# 高曇晟
高 曇晟（こう どんせい、生年不詳 - 618年）は、中国の隋末の民衆叛乱の指導者。本貫は燕州懐戎県（現在の河北省張家口市懐来県）。

## 生涯
懐戎県の沙門（僧侶）であった。県令が僧侶たちに斎をふるまい、士女が集まったとき、高曇晟とその門徒50人は集まった人々を率いて叛いた。県令と鎮将を殺し、高曇晟は大乗皇帝と僭称し、尼の静宣を耶輸皇后として立て、法輪と元号を建てた。高開道と結んで義兄弟となり、高開道を斉王に封じた。高開道は5000人を率いて従った。高開道は3ヶ月後に高曇晟を殺して、その部下を吸収した。
高曇晟の乱は、北魏末年の大乗の乱の流れを汲むものと考えられている。

## 伝記資料
- 『旧唐書』巻五十五 列伝第五「高開道伝」
- 『新唐書』巻八十六 列伝第十一「高開道伝」